# ۴٬۲-دی‌نیتروکلروبنزن
۲،۴-دی‌نیتروکلروبنزن (به انگلیسی: 2,4-Dinitrochlorobenzene) یک ترکیب شیمیایی با شناسه پاب‌کم ۶ است. 